# Sportverein Höngg
Lo Sportverein Höngg è una società calcistica svizzera, con sede a Höngg, quartiere della città di Zurigo, capitale del cantone omonimo. Fondata nel 1941, milita attualmente nella 1ª Lega, la quarta serie del campionato svizzero di calcio.

## Palmarès

### Competizioni interregionali
- Seconda Lega interregionale: 3

2007-2008 (gruppo 4), 2010-2011 (gruppo 5), 2016-2017 (gruppo 5)